# Морфемний словник
Морфемний словник — словник, що описує морфеми мови переважно шляхом виділення їх у складах слова. Існує кілька різновидів морфемного словника залежно від одиниць реєстру і способів їх упорядкування.

## Типи морфемних словників
У морфемному словнику за алфавітом подають:
- слова, поділені на морфеми (це словник морфем, будови слова);
- морфеми в алфавітному порядку з частотними характеристиками використання — це частотний (прямий чи зворотній) словник морфем;
- морфеми з їх валентними та частотними характеристиками — частотно-валентний словник морфем;
- корені зі спільнокореневими словами, поділеними на морфеми — гніздовий морфемний словник;
- морфеми та довідки про їхнє походження — етимологічний морфемний словник.

## Морфемні словники мов світу

### Українські
В українській лексикографії є чотири морфемні словники:
- «Морфемний аналіз. Словник-довідник» І. Яценка (т. 1-2. К., 1980-81) — найповніший на сьогодні довідник з морфем, будови слів української мови (114 000 слів), укладений на основі реєстрів ряду словників сучасної української літературної мови і доповнений термінами з підручників. До нього занесені тільки похідні слова. За його межами лишилися слова морфемно подільні, але непохідні;
- «Словник українських морфем» Л. Полюги (К., 1983) — укладався як посібник для шкіл. Він поєднує у собі словник морфем і будови слова. До словника морфем, будови слова занесені 36 000 слів, де представлено зведені реєстри 90 префіксальних, 280 суфіксальних та 1 900 вибіркових кореневих морфем. Біля поділених на морфеми слів наводяться варіанти морфем, що виникають при відмінюванні іменників та дієслів: агро/технік/а/~ніц/і/. Морфеми реєстру другої частини словника супроводжують тлумачення, де вказано, в основах яких слів зустрічається префікс чи суфікс, загальне значення морфеми, її поширеність у мові, наведені приклади;
- частотно-валентний «Словник афіксальних морфем української мови» Н. Клименко, Є. Карпіловської, В. Карпіловського, Т. Недозим [Архівовано 8 листопада 2016 у Wayback Machine.] (К., 1998) — укладено за допомогою комп'ютера. Він подає 817 афіксальних морфем (145 префіксальних та 672 суфіксальних), що функціонують у складі понад 130 000 простих слів сучас. укр. мови. Афікси описано в ньому з погляду їхньої валентності (ліво- та правобічної) і частоти використання як окр. морфем, так і їхніх поєднань у системі мови та в художніх прозових текстах.
- «Етимологічний словник запозичених суфіксів і суфіксоїдів в українській мові». П. Селігея (К., 2014) — висвітлює походження запозичених суфіксів (-ар, -ик, -ист, -изм, -ор, -ур-) і суфіксоїдів (-бол, -голік, -крат, -ман, -навт, -тек-, -філ). Словникова стаття містить тлумачення реєстрової одиниці, приклади її вживання, відповідники в інших слов’янських мовах, далі простежено історію та шляхи її запозичання, вказано етимон, час першої писемної фіксації або словотвірну модель у мові-джерелі, наведено етимологічні паралелі з інших індоєвропейських мов та реконструйовану праформу.